# Thali(I) azide
Thali(I) azide là một hợp chất vô cơ có công thức hóa học TlN3. Hợp chất này tồn tại dưới dạng chất rắn kết tinh màu vàng nâu, hòa tan kém trong nước. Mặc dù nó không nhạy cảm với va chạm hoặc ma sát như chì(II) azide, nhưng nó có thể dễ dàng phát nổ bởi ngọn lửa hoặc tia lửa. Nó có thể được bảo quản khô một cách an toàn trong một thùng phi kim loại đậy kín.

## Điều chế
Thali azide có thể được điều chế bằng cách xử lý dung dịch nước của thali(I) sulfat với natri azide. Thali azide sẽ kết tủa, hiệu suất phản ứng có thể được tối đa hóa bằng cách làm mát.

## Cấu trúc
TlN3, KN3, RbN3 và CsN3 có cấu trúc giống nhau. Ion azide liên kết với tám cation theo hướng bị che khuất. Các cation được liên kết với tám tâm N đầu cuối.

Cấu trúc phân tử và vị trí của nhóm azide trong TlN_{3}, KN_{3}, RbN_{3} và CsN_{3}

## An toàn
Tất cả các hợp chất của thali đều độc và cần được xử lý cẩn thận, tránh hít phải bụi hoặc khói.